# Dapet
Dapet is een bestuurslaag in het regentschap Gresik van de provincie Oost-Java, Indonesië. Dapet telt 2216 inwoners (volkstelling 2010).